# Festival Internacional de Cine de Fajr
El Festival de cine de Fajr o Festival Internacional de Cine de Fajr (en persa: جشنواره بین‌المللی فیلم فجر‎ o persa simple جشنواره فیلم فجر) es un festival de cine iraní de carácter anual que se realiza en Teherán durante el mes de febrero. El festival —uno de los eventos cinematográficos y culturales más grandes y populares del país— realizó su primera versión el año 1982, y se encuentra bajo la supervisión del Ministerio de cultura de Irán, siendo realizado cada año durante el aniversario de la revolución.

## Premios

### Internacional
- Crystal Simorgh a la Mejor Película Narrativa Breve
- Crystal Simorgh al Mejor Logro Técnico o Artístico
- Crystal Simorgh a la Mejor Interpretación
- Crystal Simorgh al Mejor guion
- Crystal Simorgh a la Mejor Dirección
- Crystal Simorgh, Premio Especial del Jurado
- Crystal Simorgh a la Mejor Película

### Nacional
- Crystal Simorgh a la Mejor Película
- Crystal Simorgh al Mejor Director
- Crystal Simorgh al Mejor guion
- Crystal Simorgh al Mejor Actor
- Crystal Simorgh a la Mejor Actriz
- Crystal Simorgh al Mejor Actor Secundario
- Crystal Simorgh a la Mejor Actriz secundaria
- Crystal Simorgh al Mejor Editor
- Crystal Simorgh a la mejor cinematógrafo
- Crystal Simorgh al Mejor Compositor
- Crystal Simorgh al Mejor Artista de maquillaje
- Crystal Simorgh a los Mejores Efectos de Sonido
- Crystal Simorgh al Mejor Sonido
- Crystal Simorgh al Mejor Vestuario y escenógrafía
- Crystal Simorgh a los Mejores Efectos Especiales
- Crystal Simorgh al Mejor Director de Cine de Primera
- Crystal Simorgh al Mejor Documental
- Crystal Simorgh ala Mejor Director de Documental
- Crystal Simorgh al Mejor Cortometraje
- Crystal Simorgh a la mejor fotografía